# Trotina
Trotina är ett vattendrag i Tjeckien.   Det ligger i regionen Hradec Králové, i den centrala delen av landet, 100 km öster om huvudstaden Prag.